# Allactaginae
Die Allactaginae sind ein Taxon der Springmäuse, das im Rang einer Unterfamilie eingestuft wird. Das Taxon besteht aus fünf Gattungen mit insgesamt 17 Arten, die – mit einer Ausnahme – alle in Asien verbreitet sind.

## Merkmale
Die Allactaginae umfassen die größten Arten der Springmäuse, darunter den Erdhasen (Pygeretmus pumilio) und die Pferdespringer (Allactaga). Die Hinterbeine sind stark verlängert und dadurch drei- bis viermal so lang wie die Vorderbeine. Im Gegensatz zu den dreizehigen Arten der Dipodinae besitzen sie vier oder fünf Zehen an den Hinterbeinen. Die mittleren drei Mittelfußknochen (Metatarsalia) sind zu einem Kanonenbein verwachsen, die äußeren beiden sind dagegen nur rudimentär ausgebildet und erreichen weder die Basis noch das Ende der mittleren, an denen sie anliegen. Die Arten haben lange Ohren, die nach vorn gelegt über die Nase der Tiere herausragen. Der Schwanz ist lang und dünn, die Schwanzlänge ist deutlich größer als die Kopf-Rumpf-Länge, und die Spitze besteht aus einem weiß-schwarzen Haarbüschel aus langen Haaren, die fast alle waagerecht wachsen und den Schwanz weiter verlängern.
| 1 | · | 0 | · | 1 | · | 3 | = 18 |
| 1 | · | 0 | · | 0 | · | 3 | = 18 |

Die Arten der Allactaginae besitzen im Oberkiefer pro Hälfte einen zu einem Nagezahn ausgebildeten Schneidezahn (Incisivus), dem eine Zahnlücke (Diastema) folgt. Hierauf folgen ein Prämolar und drei Molare. Im Unterkiefer besitzen die Tiere dagegen keinen Prämolar. Insgesamt verfügen die Tiere damit über ein Gebiss aus 18 Zähnen. Der Prämolar des Oberkiefers ist klein, bei anderen Unterfamilien der Springmäuse fehlt er. Die Paukenblase ist im Vergleich zu anderen Gruppen nicht stark abgeflacht.

## Verbreitung und Lebensweise
Arten der Allactaginae sind in den Trockenregionen in Asien verbreitet, die Vierzehen-Springmaus (Scarturus tetradactylus) kommt als einzige Art in Nordafrika in Ägypten und Libyen vor. Sie sind an das Leben in Steppen und Wüsten angepasst, wo sie sich in ihrer typischen springenden Weise sehr schnell fortbewegen können.

## Systematik
Die Allactaginae werden als Unterfamilie innerhalb der Springmäuse (Dipodidae) eingeordnet. Die wissenschaftliche Erstbeschreibung stammt von Boris Stepanowitsch Winogradow aus dem Jahr 1925.
Die Unterfamilie besteht aus 17 Arten, die auf fünf Gattungen aufgeteilt werden:
- Pferdespringer (Allactaga), 3 Arten
  - Großer Pferdespringer (Allactaga major), westl. und zentrales Russland, Ukraine
  - Severtzov-Springmaus (Allactaga severtzovi), Zentralasien
- Allactodipus
  - Bobrinski-Springmaus (Allactodipus bobrinskii)
- Orientallactaga
  - Balikun-Springmaus (Orientallactaga balikunica), Mongolei
  - Gobi-Springmaus (Orientallactaga bullata), Mongolei
  - Mongolischer Pferdespringer (Orientallactaga sibirica), Zentralasien
- Fettschwanz-Springmäuse (Pygeretmus), 3 Arten
  - Kleine Fettschwanzspringmaus (Pygeretmus platyurus)
  - Zwerg-Fettschwanzspringmaus (Pygeretmus pumilio)
  - Große Fettschwanzspringmaus (Pygeretmus shitkovi)
- Scarturus
  - Syrien-Pferdespringer (Scarturus aulacotis), Syrien, Jordanien, Saudi-Arabien
  - Kleiner Pferdespringer (Scarturus elater), West- und Zentralasien
  - Euphrat-Springmaus (Scarturus euphraticus), Westasien
  - Hotson-Pferdespringer (Scarturus hotsoni), südöstl. Iran, Afghanistan, Pakistan
  - Touss-Pferdespringer (Scarturus toussi), Iran
  - Vierzehen-Springmaus (Scarturus tetradactylus), Ägypten, Libyen
  - Vinogradov-Pferdespringer (Scarturus vinogradovi), Zentralasien
  - Türkei-Pferdespringer (Scarturus williamsi), Anatolien

## Belege
1. 1 2 3  Andrew T. Smith: Subfamily Allactaginae. In: Andrew T. Smith, Yan Xie: A Guide to the Mammals of China. Princeton University Press, Princeton NJ 2008, ISBN 978-0-691-09984-2, S. 198–199.
2. 1 2   Don E. Wilson, DeeAnn M. Reeder (Hrsg.): Allactaginae (Memento vom 5. Juli 2015 im Internet Archive). In: Mammal Species of the World. A taxonomic and geographic Reference. 2 Bände. 3. Auflage. Johns Hopkins University Press, Baltimore MD 2005, ISBN 0-8018-8221-4.
3. ↑  Vladimir S Lebedev, Georgy Shenbrot, Boris Krystufek, Ahmad Mahmoudi, Marina Nikolaevna Melnikova, Evgeniya Solovyeva, Alexandra A. Lisenkova, Undrakhbayar Enkhbat, Konstantin A. Rogovin, Alexey Surov, Anna Andreevna Bannikova: Phylogenetic relations and range history of jerboas of the Allactaginae subfamily (Dipodidae, Rodentia). Springer Nature, Scientific Reports, Januar 2022, 12(1), DOI: 10.1038/s41598-022-04779-x